# Lamprodermataceae
A Lamprodermataceae a Physarales csoportja. 5 nemzetsége a Collaria, a Colloderma, a Diacheopsis, az Elaeomyxa, és a Lamproderma.

## Történet
Első fajait már a 19. században leírták.:300
Macbride 1922-ben írta le a családot, és a Stemonitidalesbe (más néven Stemonitales) sorolta, későbbi rendszertanok szintén ide helyezték, Leontyev et al. 2019-es tanulmánya azonban a Lamprodermát és újra létrehozott és kiegészített Lamprodermataceae családját a Physaralesbe helyezték. A legtöbb Physarales-nemzetség és -család polifiletikus: a Lamproderma cacographicum például a Stemonitidaceae tagja lehet, míg a Lamproderma scintillans a Physarales legbazálisabb faja lehet.
A Diacheopsis egyik fajáról 2012-ben Fiore-Donno et al. megállapították, hogy egy Lamproderma-fajjal azonos, az Elaeomyxa pedig nem alkot önálló nemzetséget, mivel a Lamprodermában ágazik el egyetlen szekvenált faja. A Collaria rubensről 2019-ben kiderült, hogy a Meridermataceaebe helyezendő, a többi Collaria-faj taxonómiai helyzete ismeretlen.

## Morfológia
Tönkje másodlagosan epihipotallikus, és a kolumellához csatlakozik, termőteste a perídiumon nem, nem teljesen vagy egy tüskés kristályként meszesül. Erősen elágazó dendroid szerkezetet mutat, kapillítiuma kettéágazó, anasztomózisos.
Hálós spórájú fajai egynél többször alakultak ki, mivel 4 hálós spórájú faja nem alkot kládot.
Spórái feketék, barnák, ibolyák, rózsaszínek lehetnek, méretük 5–10 μm.:300–302

## Életciklus
A termőtest 0,5–3 mm-es, tönkös vagy szesszilis sporangium.:297–303 Sporotékája lehet gömbölyű vagy ellipszoid, átmérője 0,5–2 mm.:295–297
Egyes fajai nem rendelkeznek plazmódiummal.:302–303

## Élőhely
Enyhén savas (pH 6,2–6,5) helyeket kedvel. Megtalálhatók holt és élő növényeken.:300, 302–303